# Pascal Lefèvre
Pascal Lefèvre (ur. 25 stycznia 1965 w Saint-Quentin) – francuski lekkoatleta, który specjalizował się w rzucie oszczepem.
Srebrny medalista uniwersjady w Duisburgu (1989). Uzyskał tam rezultat 82,56 i przegrał tylko z Brytyjczykiem Steve'em Backleyem. Olimpijczyk z Seulu (1988). Trzykrotny uczestnik mistrzostw świata: Rzym 1987, Tokio 1991 oraz Stuttgart 1993. Jego największym sukcesem w zawodach tej rangi było zajęcie 10. miejsca w finałowym konkursie w Rzymie. Siódmy zawodnik mistrzostw Europy, które w 1990 roku odbyły się w Splicie. Mistrz Francji w latach 1987–1995. Rekord życiowy: 82,56 (28 sierpnia 1989, Duisburg), do 17 maja 2024 był rekordem Francji.